# Коргасбаев, Сайдахмет
Сайдахме́т Коргасба́ев (1901, Семиреченская область, Российская империя — неизвестно, Кегенский район, Алма-Атинская область, Казахская ССР) — старший чабан колхоза «Кзыл-Ту» Кегеньского района Алма-Атинской области, Казахская ССР. Герой Социалистического Труда (1948).

## Биография
Родился в 1901 году в семье животновода в одном из сельских населённых пунктов Семиреченской области. С раннего возраста трудился в сельском хозяйстве. Во время коллективизации вступил в колхоз «Кзыл-Ту» (позднее — имени Молотова, с 1957 года — овцеводческий совхоз «Кзылтусский») Кегенского района.
Ежегодно показывал высокие трудовые результаты в овцеводстве. В 1947 году содержал отару, которая насчитывала 427 полугрубошёрстных овцематок. Получил в среднем с каждой овцы по 5,55 килограмма шерсти. Указом Президиума Верховного Совета СССР от 23 июля 1948 года удостоен звания Героя Социалистического Труда за «получение высокой продуктивности животноводства в 1947 году при выполнении колхозом обязательных поставок сельскохозяйственных продуктов и плана развития животноводства» с вручением ордена Ленина и золотой медали «Серп и Молот» (№ 2330).
В 1949 году вырастил 520 ягнят и получил от 402 помесных архаромериносных овец 1500 килограмм высококачественной тонкой и полутонкой шерсти.
Указом Президиума Верховного Совета СССР от 19 января 1954 года избран в состав Центральной избирательной комиссии по выборам в Верховный Совет СССР.
После выхода на пенсию проживал в Кегенском районе Алма-Атинской области. Дата смерти не установлена.
Награды
- Герой Социалистического Труда
- Орден Ленина
- Медаль «За трудовое отличие» (29.03.1958)